# Santa Cruz Operation
Santa Cruz Operation (SCO) was een Amerikaans softwarebedrijf, gevestigd in Santa Cruz (Californië), dat vooral bekend stond vanwege de verkoop van drie varianten van het Unix-besturingssysteem voor Intel x86-processors: Xenix, SCO UNIX (later bekend als SCO OpenDesktop en SCO OpenServer) en UnixWare.

## Geschiedenis
Santa Cruz Operation werd opgericht in januari 1979 door Doug Michels en Larry Michels, respectievelijk zoon en vader. Het bedrijf porteerde Unix naar onder andere de Intelprocessoren 8086 en 8088 en trad op als adviesbureau. SCO wordt ook wel het eerste Unix-bedrijf genoemd, daar Unix voorheen ontwikkeld of geporteerd werd door hoofdzakelijk hardwarefabrikanten en telecombedrijven.
Een vroege samenwerking in 1982 met Microsoft om Xenix voor de PDP-11 te verbeteren en naar andere platformen te porteren leidde ertoe dat SCO in 1983 Xenix uitbracht voor Intel-gebaseerde pc's. Het inzicht dat er een grote markt was voor een standaard, open besturingssysteem op standaard microprocessorhardware leidde tot het succes van SCO. Dergelijke microcomputers boden bedrijfsapplicaties de nodige rekenkracht die voorheen alleen mogelijk was met aanzienlijk duurdere minicomputers. SCO bouwde een grote gemeenschap van 15.000 wederverkopers die vooral aan kleine en middelgrote bedrijven leverden.
Ondanks een snelle groei van inkomsten had SCO doorgaans hoge onderzoeks- en ontwikkelingskosten en was het nooit consistent winstgevend, ook niet na de beursintroductie in 1993. SCO kocht twee voormalige Xenix-bedrijven, de Software Products Group van Logica in 1986 en HCR Corporation in 1990, en kreeg daarmee ontwikkelingskantoren in Watford (Engeland) en Toronto (Canada). Halverwege de jaren negentig nam SCO nog twee Britse bedrijven over, IXI Limited in Cambridge en Visionware in Leeds, wat leidde tot een reeks Unix-integratieproducten en vervolgens de Tarantella-productlijn.
De Unix-technologie van SCO evolueerde van Xenix naar System V Release 3, zoals weerspiegeld in de producten SCO Open Desktop en SCO OpenServer. In 1995 kocht SCO de System V Release 4- en UnixWare-activiteiten van Novell. In samenwerking met verschillende hardwarepartners leidde dit tot een reeks verbeteringen aan UnixWare gericht op de high-end enterprise en datacentermarkten.
Vanaf het einde van de jaren negentig kreeg SCO af te rekenen met steeds zwaardere concurrentie, aan de ene kant van Microsoft's Windows NT en aan de andere kant van het gratis en open source besturingssysteem Linux. In 2001 verkocht SCO zijn Unix-divisies en de rechten op Unix aan Caldera Systems. SCO behield alleen zijn Tarantella-productlijn en veranderde zijn naam in Tarantella, Inc. In juli 2005 werd het bedrijf opgekocht door Sun Microsystems voor 25 miljoen dollar. Tarantella is tegenwoordig een afdeling van Oracle Corporation.

## Allianties
SCO was een belangrijke partner in verschillende allianties, bedoeld om de Unix-technologie van SCO te promoten als de facto standaard voor nieuwe hardwareplatforms. De meest opvallende hiervan waren:
- Het ACE-consortium: Opgericht door Compaq, Microsoft, MIPS Computer Systems, Silicon Graphics, Digital Equipment Corporation en SCO in 1991, om de volgende generatie pc's op basis van de ARC-specificatie aan te sturen.[11]
- 3DA: Opgericht door SCO, Novell en Hewlett-Packard in 1995, om de standaard Unix voor IA-32 en latere IA-64-systemen te definiëren.[12]
- Uniform Driver Interface: Onder leiding van SCO en waarvan de werkzaamheden in 1997 begonnen, probeerde het UDI-project een OS- en platformneutrale interface te creëren voor het schrijven van stuurprogramma's. Het UDI-project kreeg de steun van Intel, HP, IBM, Compaq, Sun en anderen.
- Project Monterey: Opgericht door SCO, IBM, Sequent en Intel in 1998 om de standaard Unix voor IA-64-systemen te definiëren. Ook bedoeld om enkele Unix-producten die op dat moment in omloop waren samen te voegen.[13]

Geen van deze allianties was uiteindelijk succesvol.
SCO maakte ook deel uit van het COSE-initiatief uit 1993, een succesvoller en breed gedragen initiatief om een open en uniforme Unix-standaard te creëren.

## Naamsverwarring
Caldera Systems, die de rechten op Unix en de Unix-divisies van SCO overnam, werd Caldera International en veranderde vervolgens de naam in The SCO Group, wat voor enige verwarring tussen de twee bedrijven heeft gezorgd. Hoewel Santa Cruz Operation tot 2001 in het algemeen eenvoudigweg "SCO" werd genoemd, werd er nadien soms aan gerefereerd als "old SCO", "Santa Cruz" of "SCO Classic" om het te onderscheiden van "The SCO Group" aan wie het Amerikaanse handelsmerk "SCO" werd overgedragen.